# 石田久美子
石田 久美子（いしだ くみこ、1957年8月2日 - ）は、札幌テレビ放送の社員で、元アナウンサー・ディレクター。

## 経歴・人物
北海道札幌市出身。北海道薬科大学卒業後、1980年に札幌テレビ放送入社（同期に宇都宮庸子、猶木裕子）。薬剤師免許を所持。
2005年10月1日のラジオ分社によりSTVラジオ制作部へ異動し、ディレクターとアナウンサーを兼任。これに伴い、STV公式サイトのアナウンサーリストから削除される。2009年4月同編成部、2013年7月同営業部に異動。

## 過去の担当番組

### ラジオ
- すこやか母子手帳（日曜 7:20～7:30）
- こちらヤンスタ ベスト100（牧やすまさと担当）
- 9時ですリクエストプラザ
- 日高塾
- オハヨー!土曜日
- アタックヤング（1983年度の水曜）
- 元気!回復!リハビリテーション
- けさの1曲（番組は引き続き放送中）
- ヒートアップミュージック
- ウイークエンドバラエティ 日高晤郎ショー→ウイークエンドバラエティ 日高晤郎ショー フォーエバー - 番組タイトルコール
  - サテスタ歌謡曲（土曜 12:00～12:30、『ウイークエンドバラエティ 日高晤郎ショー』内）

### テレビ
- ズームイン!!朝!（北海道担当リポーター）
- STVニュース